# Fritz Schwarz
Friedrich Josef „Fritz” Schwarz (ur. 14 sierpnia 1899 w Garmisch-Partenkirchen, zm. 6 listopada 1961 tamże) – niemiecki bobsleista, dwukrotny medalista mistrzostw świata.

## Kariera
Największy sukces w karierze osiągnął w 1934 roku, kiedy reprezentacja III Rzeszy w składzie: Hanns Kilian, Fritz Schwartz, Hermann von Valta i Sebastian Huber wywalczyła złoty medal w czwórkach podczas mistrzostw świata w Garmisch-Partenkirchen. W tym samym roku zdobył także srebrny medal w dwójkach, w których startował w parze z Hermannem von Mummem. W 1936 roku wziął udział w igrzyskach olimpijskich w Garmisch-Partenkirchen, zajmując siódme miejsce w czwórkach.